# Theristus polychaetophilus
Theristus polychaetophilus är en rundmaskart som beskrevs av Stephen Donald Hopper 1966. Theristus polychaetophilus ingår i släktet Theristus och familjen Monhysteridae. Inga underarter finns listade i Catalogue of Life.